# Melissa Tancredi
Melissa Tancredi és una davantera de futbol amb 119 internacionalitats pel Canadà. Ha jugat tres Mundials i dos Jocs Olímpics entre 2007 i 2015, incloent un bronze olímpic a Londres 2012, on va ser la tercera màxima golejadora del torneig amb 4 gols.
És autora del segon gol més ràpid de l'história del Mundial, als 37 segons del Austràlia 2-2 Canadà de la Xina 2007.

## Trajectòria
| Temporades  | Equip                    | Títols         |                                                                                         |
| ----------- | ------------------------ | -------------- | --------------------------------------------------------------------------------------- |
|             | Burlington Sting         |                |                                                                                         |
| 2000 - 2004 | Ntre Dame Fighting Irish | 1 Lliga (NCAA) |                                                                                         |
| 2004        | Detroit Jaguars          |                |                                                                                         |
| 2005 - 2006 | Atlanta Silverbacks      |                |                                                                                         |
| 2007        | Jersey Sky Blues         |                |                                                                                         |
| 2007 0      | River Cities FC · 0 · 0  |                | Jocs Panamericans 2007 (3r lloc) · Mundial 2007 (1a fase) · Jocs Olímpics 2008 (quarts) |
| 2009        | Saint Louis Athletica    |                |                                                                                         |
| 2010        | Vancouver Whitecaps      |                | Copa d'Or 2010 (campió)                                                                 |
| 2011        | Piteå IF                 |                | Mundial 2011 (1a fase)                                                                  |
| 2012        | Dalsjöfors GoIF          |                | Jocs Olímpics 2012 (3r lloc)                                                            |
| 2014 - 2015 | Chicago Red Stars        |                | Mundial 2015 (quarts)                                                                   |
| 2016 - act. | KIF Örebro               |                |                                                                                         |